# Mesochorus politus
Mesochorus politus là một loài tò vò trong họ Ichneumonidae.